# Marily dos Santos
Marily dos Santos (Joaquim Gomes, 5 de fevereiro de 1978) é uma atleta de corrida brasileira.
Nascida no estado de Alagoas, e radicada na Bahia, é a líder do Circuito Brasileiro de Corrida de Rua.

## Carreira
Marily quando criança fazia tudo correndo para ganhar tempo para ajudar sua mãe, então ia e voltava correndo levando recados, encomendas ou mesmo para ir à escola.
A família de lavradores mantinha seu sustento com as plantações de abacaxi, banana, feijão e milho.
Com quase 20 anos, Marily dos Santos mudou-se para Juazeiro, na Bahia, onde morava o primo e atleta José Carlos Santana, quem a levou a participar de sua primeira corrida, aos 17 anos, disputando 10 km na capital alagoana, e terminando em quarto lugar. Com a mudança de cidade, passou a ser orientada pelo treinador Gilmário Mendes, que algum tempo depois viria a tornar-se seu marido.
Seu treinamento é dividido em dois horários, de manhã e à tarde, com rodagem, tiros de velocidade e musculação. Um médico e um fisioterapeuta também acompanham os trabalhos da atleta, que sempre pensa em melhorar os índices.

### Pequim 2008
Em 2008 representou o Brasil na maratona feminina dos Jogos Olímpicos de Pequim, chegando na 51º colocação, em 2h38m10s.